# Santa Teresita (Batangas)
Santa Teresita is een gemeente in de Filipijnse provincie Batangas op het eiland Luzon. Bij de laatste census in 2010 telde de gemeente ruim 17 duizend inwoners.

## Geografie

### Bestuurlijke indeling
Santa Teresita is onderverdeeld in de volgende 17 barangays:
| - Antipolo - Bihis - Burol - Calayaan - Calumala - Cuta East - Cutang Cawayan - Irukan - Pacifico | - Poblacion I - Poblacion II - Poblacion III - Saimsim - Sampa - Sinipian - Tambo Ibaba - Tambo Ilaya |

## Demografie
Santa Teresita had bij de census van 2010 een inwoneraantal van 17.415 mensen. Dit waren 524 mensen (3,1%) meer dan bij de vorige census van 2007. Ten opzichte van de census van 2000 was het aantal inwoners gegroeid met 3.341 mensen (23,7%). De gemiddelde jaarlijkse groei in die periode kwam daarmee uit op 2,15%, hetgeen hoger was dan het landelijk jaarlijks gemiddelde over deze periode (1,90%).

De bevolkingsdichtheid van Santa Teresita was ten tijde van de laatste census, met 17.415 inwoners op 16,3 km², 1068,4 mensen per km².
Agoncillo · Alitagtag · Balayan · Balete · Batangas City · Bauan · Calaca · Calatagan · Cuenca · Ibaan · Laurel · Lemery · Lian · Lipa · Lobo · Mabini · Malvar · Mataasnakahoy · Nasugbu · Padre Garcia · Rosario · San Jose · San Juan · San Luis · San Nicolas · San Pascual · Santa Teresita · Santo Tomas · Taal · Talisay · Tanauan · Taysan · Tingloy · Tuy